# Petit Piton
Petit Piton is een berg  op het Caribische eiland Saint Lucia. Het is een van twee bergen (de Pitons) gelegen aan de Soufrièrebaai in het zuidwesten van het eiland. De andere is Gros Piton. 
Petit Piton ligt ten zuiden van Soufrière en ten noorden van Gros Piton. De berg is 739 meter hoog.

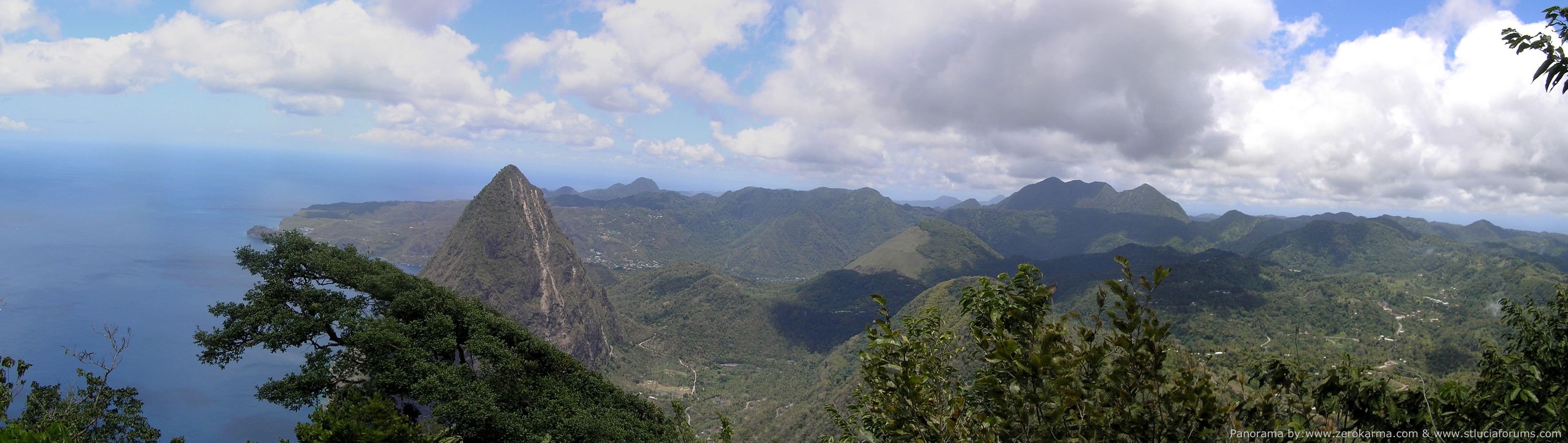
Panorama vanaf de top van Gros Piton op Pepit Peton.